# Consti Yhtiöt
Consti Yhtiöt Oyj est une entreprise finlandaise de rénovation de bâtiments. 

## Présentation
Fondée en 2008 Consti est cotée à la Bourse d'Helsinki depuis décembre 2015.   
Consti fournit les services de construction et de rénovation qui nécessitent une expertise polyvalente.
Consti emploie plus de 1 000 professionnels de la rénovation et de la construction.

## Actionnaires
Au 29 février 2020, les dix plus grands actionnaires de Aktia Pankki étaient:
| #  | Actionnaire               | Actions | %     |
| -- | ------------------------- | ------- | ----- |
| 1  | Lujatalo Oy               | 790 000 | 10,05 |
| 2  | Evli                      | 444 000 | 5,65  |
| 3  | Korkeela Esa Sakari       | 434 133 | 5,53  |
| 4  | Wipunen varainhallinta Oy | 385 000 | 4,90  |
| 5  | Riikantorppa Oy           | 379 077 | 4,8   |
| 6  | Kivi Risto Juhani         | 377 937 | 4,81  |
| 7  | Danske Invest (fi)        | 338 708 | 4,31  |
| 8  | Kalevo Markku             | 298 692 | 3,80  |
| 9  | Korkeela Antti Petteri    | 276 894 | 3,52  |
| 10 | eQ                        | 206 624 | 2,63  |